# Kupferschieferhalden bei Klostermansfeld
Die Kupferschieferhalden bei Klostermansfeld sind ein FFH-Gebiet in den Gemeinden Benndorf, Helbra und Klostermansfeld und der Landstadt Mansfeld im Landkreis Mansfeld-Südharz in Sachsen-Anhalt.

## Allgemeines
Das FFH-Gebiet ist circa 98 Hektar groß (beim Bundesamt für Naturschutz ist die Größe mit 96 Hektar angegeben). Es ist durch die Landesverordnung zur Unterschutzstellung der Natura 2000-Gebiete im Land Sachsen-Anhalt (N2000-LVO LSA) seit dem 21. Dezember 2018 rechtlich gesichert. Zuständige untere Naturschutzbehörde ist der Landkreis Mansfeld-Südharz.

## Beschreibung
Das aus drei Teilflächen bestehende FFH-Gebiet liegt südwestlich von Hettstedt. Es umfasst mehrere Bereiche mit Kupferschieferhalden, die in Folge einer jahrhundertelangen Kupfererzförderung entstanden sind. Die Halden sind überwiegend in landwirtschaftliche Nutzflächen eingebettet. Die zwischen den Halden liegenden Ackerflächen und Grünländer sowie die Gehölzstrukturen sind in das FFH-Gebiet einbezogen. Die Halden bestehen aus verwittertem Kupferschiefer und Abraumgestein. Sie stellen besondere Standorte für eine an Schwermetalle angepasste Vegetation dar, die Schwermetallrasen mit Galmeigrasnelke und Zwergtaubenkropf und selten auch der Harzer Frühlingsmiere ausgebildet haben. Dazu gesellen sich Arten der Magerrasen.